# Kedzie (ligne verte du métro de Chicago)
Pour les articles homonymes, voir Kedzie.
Ne doit pas être confondu avec Kedzie (ligne orange du métro de Chicago), Kedzie (ligne rose du métro de Chicago), Kedzie (ligne brune du métro de Chicago) ou Kedzie-Homan (métro de Chicago).
Kedzie est une station aérienne de la ligne verte du métro de Chicago située dans le quartier de East Garfield Park. Elle offre une correspondance à la station Kedzie du Metra sur l' Union Pacific / West Line.

## Description
Ouverte en mars 1894, elle est typique des stations construites en 1892-1893 par la Lake Street Elevated, composée de deux salles des guichets de chaque côté de la station. 
Durant les cinquante premières années de son existence, Kedzie a très peu changé, conservant sa forme originale de style Queen Anne. Vu l’affaiblissement du nombre de passagers, la présence d’un employé de  guichet ne fut plus assurée qu’aux heures de pointe à partir du 1er janvier 1958. Le 5 janvier 1964 des sorties auxiliaires ont été ouvertes afin d’éviter le croisement des flux de passagers.
En 1974, la Chicago Transit Authority fit démolir les 2 salles des guichets afin de les remplacer par un local utilitaire unique du côté Inbound permettant de diminuer le coût d’exploitation de Kedzie. Ceci impliquait pour les passagers vers Harlem/Lake de devoir aller payer leur ticket sur l’autre plateforme avant de pouvoir prendre leur train. 

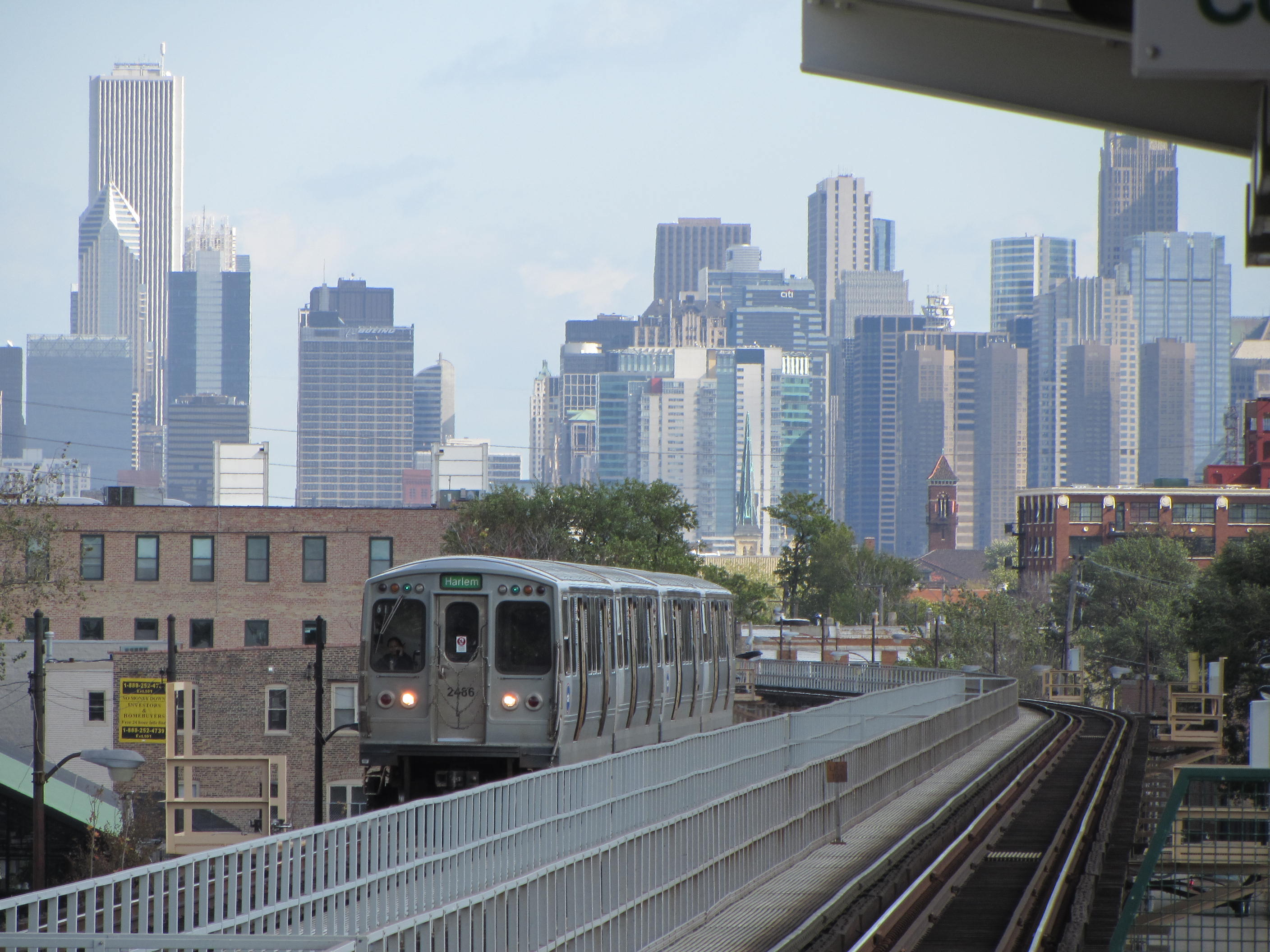
Rame quittant la station.

Le 9 janvier 1994, la ligne verte, fut fermée pour une réhabilitation de deux ans. Comme d'autres stations de la ligne, Kedzie, fut équipée de nouveaux équipements modernes construits sur le modèle imaginé par le cabinet d’architectes Skidmore, Owings & Merrill. La ligne verte et Kedzie ont rouvert le 12 mai 1996 sous une forme temporaire avant que la station ne soit entièrement terminée et inaugurée le 16 décembre 1996.
Contrairement aux précédentes incarnations de la station, une seule zone de contrôle de  tarification fut construite pour les deux directions, elle est toujours située au niveau des voies vers le centre (Inbound) mais un ascenseur permet la circulation entre les voies. 
En décembre 2002, Kedzie fut une des quatre stations pilotes (avec Roosevelt et 95th/Dan Ryan sur la ligne rouge et 35th/Archer sur la ligne orange) du nouveau projet de surveillance de la Chicago Transit Authority (CTA). 
Kedzie est accessible aux personnes à mobilité réduite et 429 710 passagers l’ont utilisé en 2008.

## Les correspondances avec lebus
Avec les bus de la Chicago Transit Authority :
- #52 Kedzie/California

## Dessertes
| Nord/Ouest                    |  |             |  | Sud/Est                                      |
| ----------------------------- |  | ----------- |  | -------------------------------------------- |
| Conservatory vers Harlem/Lake |  | ligne verte |  | California vers Ashland/63rd / Cottage Grove |
| modifier sur Wikidata         |  |             |  |                                              |